# ユトレヒト中央駅
ユトレヒト中央駅（ユトレヒトちゅうおうえき、蘭: Station Utrecht Centraal）はオランダのユトレヒトにあるオランダ鉄道（NS）の駅である。オランダで最大かつ最も利用者数の多い鉄道駅であり、16本のプラットフォーム（そのうち13本は通過式）を持ち、1日あたり207,360人以上の乗客がある。ユトレヒトはオランダの中心に位置し、ユトレヒト中央駅は、オランダで最も重要な接続駅であり、一日あたり最大1000本以上の列車がこの駅を出発する。このため、当駅で障害が発生すると、すぐにオランダ国内の鉄道網に影響を及ぼすことになる。
国際輸送として、フランクフルトとバーゼル行きのICEが、国内輸送として、オランダ北部および南部へ向かう鉄道サービスが、地域輸送として、ランスタッド全域の町を結ぶ通勤列車が当駅を発着している

## 歴史
1843年12月18日にオランダ・ライン鉄道の最初の開通区間であるアムステルダム・ユトレヒト間のターミナル駅として開業した。同社はドイツの鉄道と連絡する計画を持っており、線路はユトレヒトから東に向かって延伸され、1856年に国境に到達した。1938年、当駅は、Maliebaanstationという中央駅となり、ヒルバーサム方面からの路線が中央駅に乗り入れた。
1865年の駅舎は、1936年に大規模な改装が行われたが、1970年代まで使用されていた。1938年、火災により建物のほとんどを失い、その後再建された。1930年代後半の駅舎は、1970年代に順次取り壊され、ヨーロッパ最大の屋内ショッピングモールであるHoog Catharijneが、1973年12月17日に開業した。駅広間が、ショッピングモールの通路に続く構造となった。1989年、余分なプラットフォームを含むように駅広間が拡張された。
2008年から2016年の間に、駅周辺の再構築の一環として、主要な再構築が行われた 。駅広間は建築家であるベンサム・クロウエル・アルトテクトが設計した新しいガラス構造に置き換えられ、プラットフォームの屋根が復元され、駅広場は再びHoog Catharijneのショッピングエリアと分離された。駅の東側（つまり、市内中心側）に位置していたバスステーションは、東西二箇所に分割され、西側から到着するバスやトラムは、駅の西側に終点を設けることにより交通渋滞を軽減した。

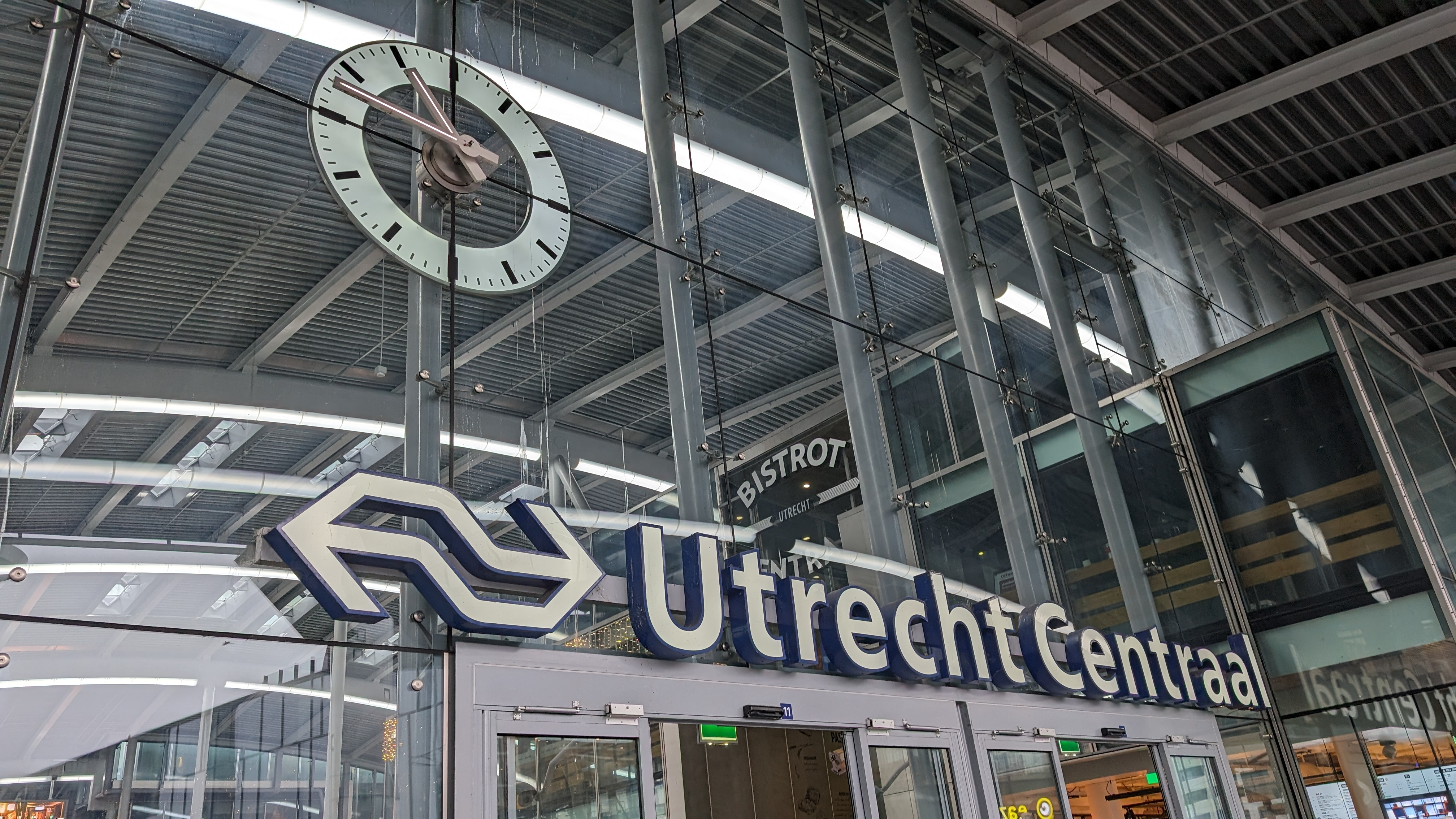
ユトレヒト中央駅

新しい駅のモデルがマドローダムにて展示された。

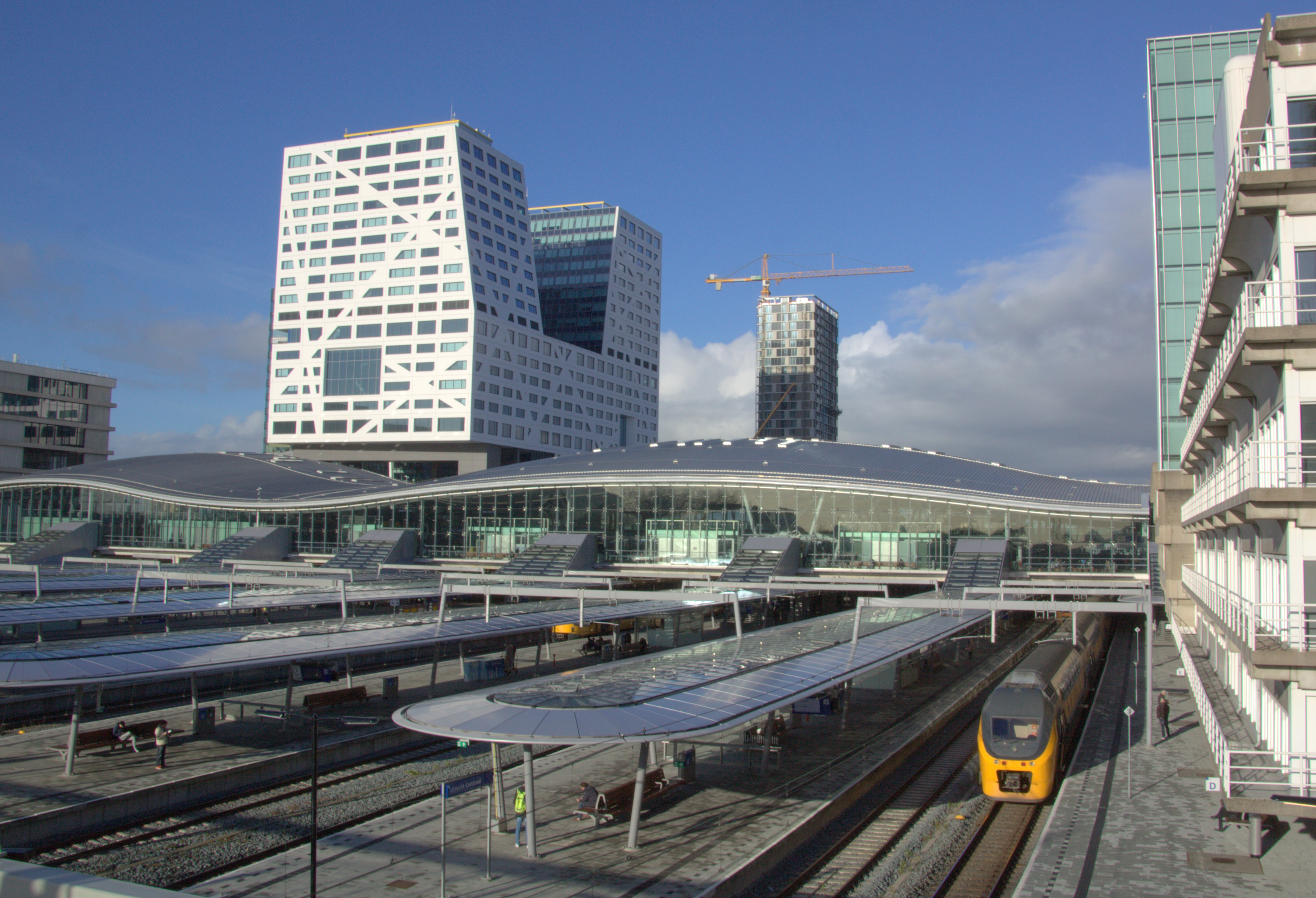
プラットフォーム
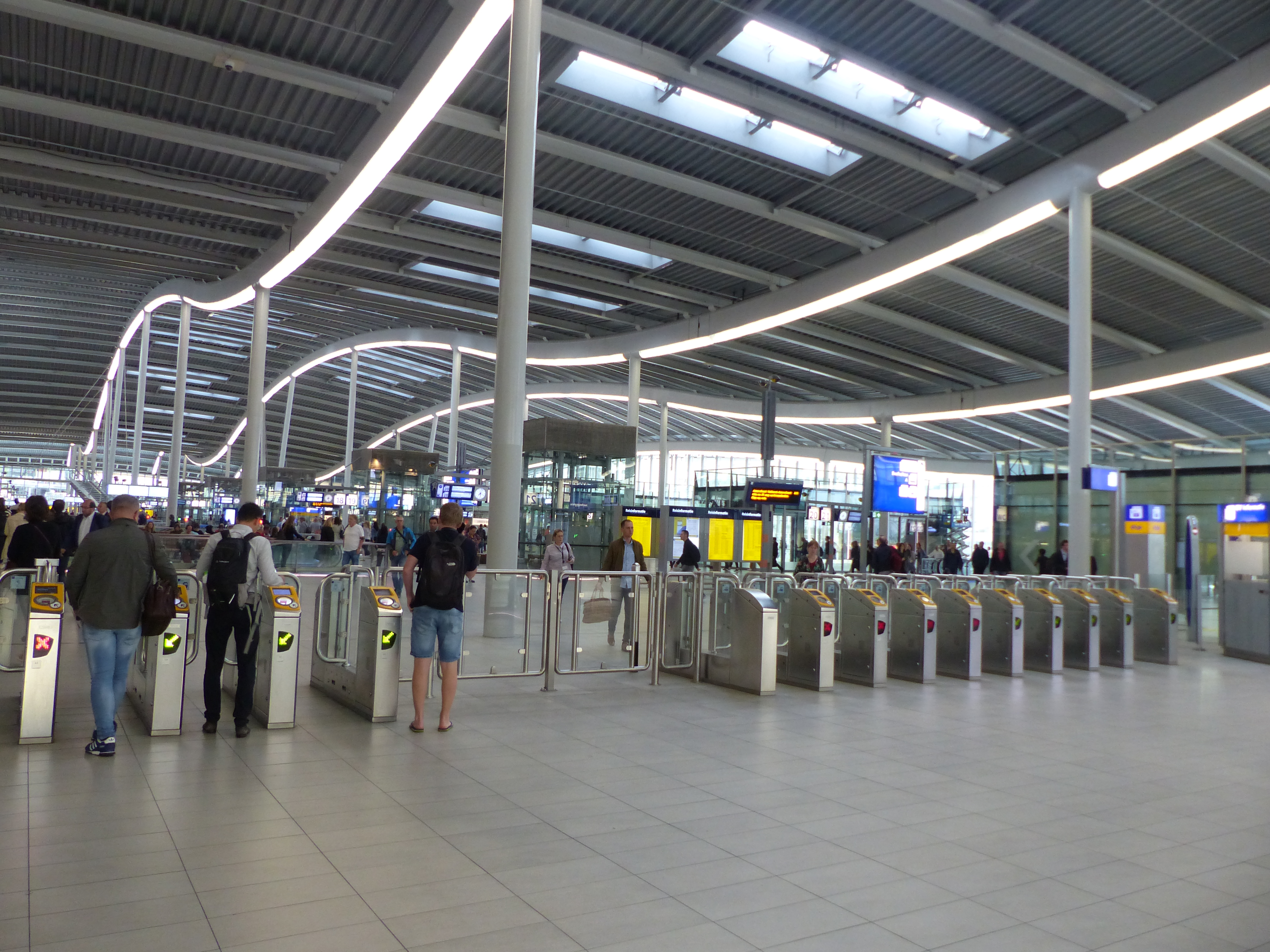
改札
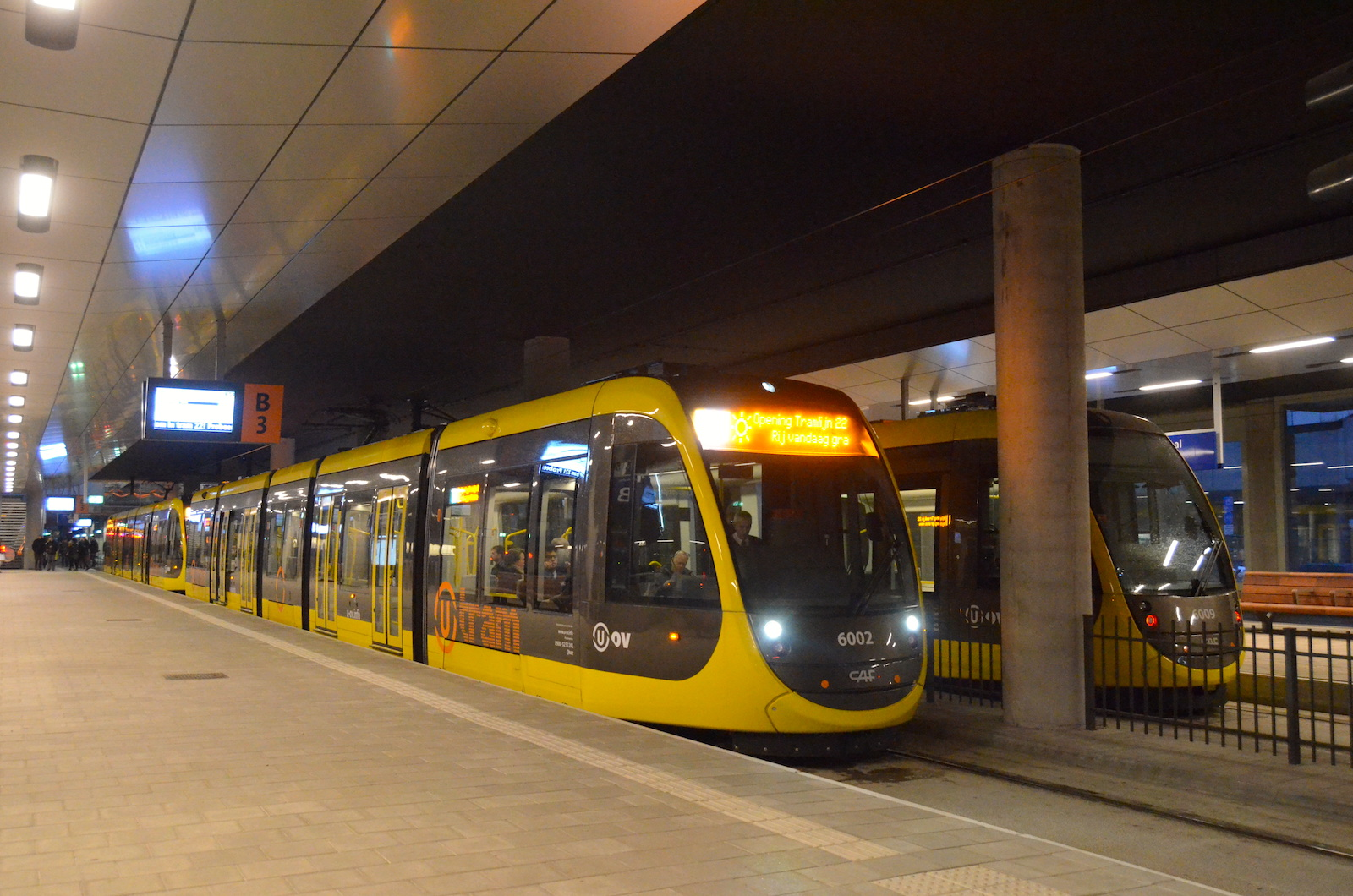
地下のトラム乗り場
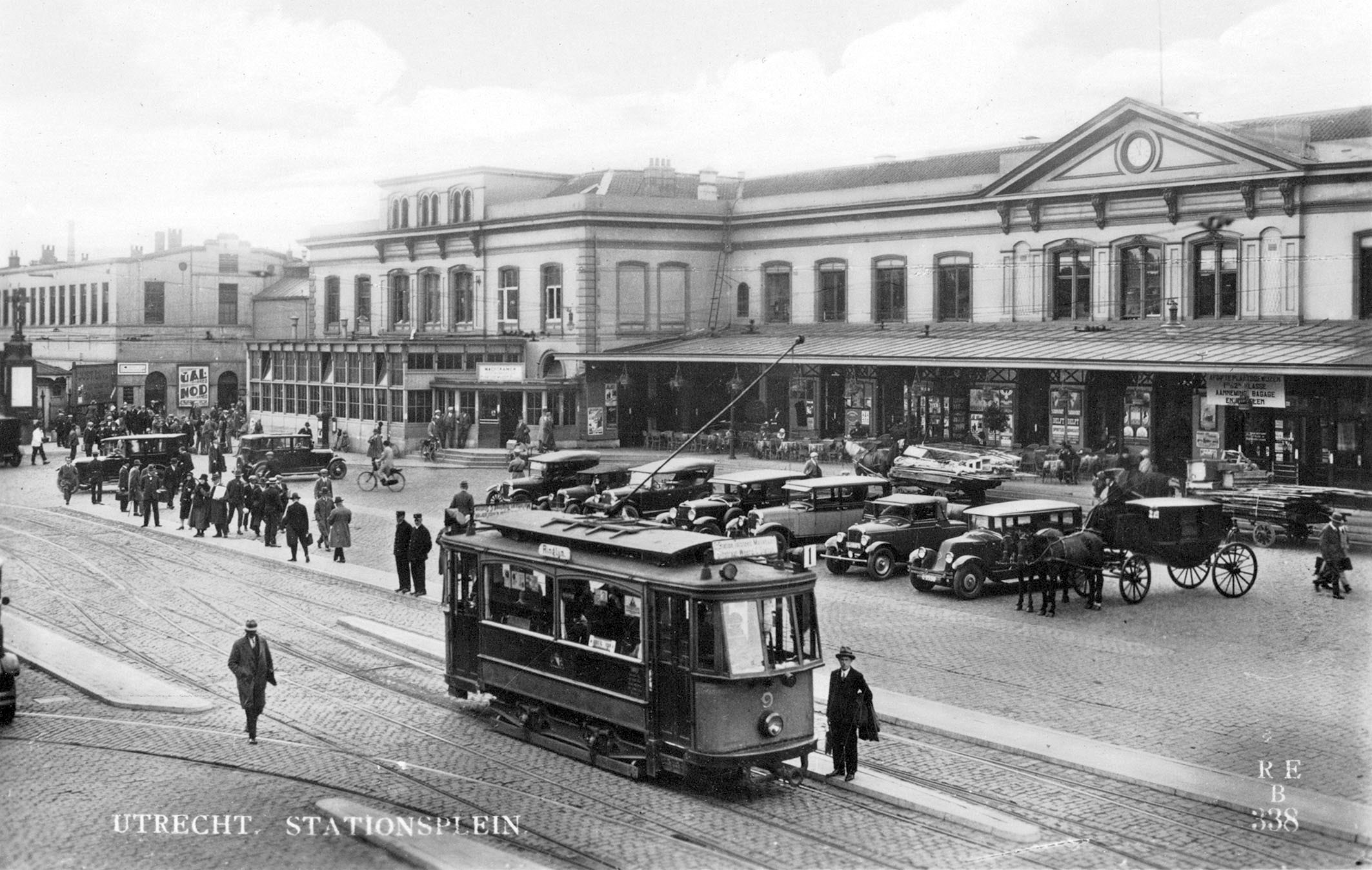
1925年頃の駅前